# 葉戈爾·阿法納西耶維奇·鮑里索夫
葉戈爾·阿法納西耶維奇·鮑里索夫（俄语：Егор Афанасьевич Борисов，1954年8月15日—），俄羅斯雅庫特族政治人物。
鮑里索夫出生在雅庫特蘇維埃社會主義自治共和國的丘拉普欽斯基區，畢業於新西伯利亞國立農業大學。2003年至2010年期間擔任薩哈共和國總理。2010年起擔任薩哈共和國總統，直至2018年卸任。